# Résolution 1305 du Conseil de sécurité des Nations unies
Membres permanents
- Chine
- États-Unis
- France
- Royaume-Uni
- Russie

Membres non permanents
- Argentine
- Bangladesh
- Canada
- Jamaïque
- Malaisie
- Mali
- Namibie
- Pays-Bas
- Tunisie
- Ukraine

Résolution no 1304 Résolution no 1306
La résolution 1305 du Conseil de sécurité des Nations unies, adoptée le 21 juin 2000, après avoir rappelé les résolutions 1031 (1995), 1035 (1995), 1088 (1996), 1103 (1997), 1107 (1997), 1144 (1997), 1168 (1998), 1174 (1998), 1184 (1998) et 1247 (1999), a prorogé le mandat de la Mission des Nations unies en Bosnie-Herzégovine (MINUBH) pour une période prenant fin le 19 juin 2001 et a autorisé les États participant à l'opération dirigée par l'OTAN, la Force de stabilisation (SFOR, l'acronyme anglais pour Stabilisation Force) de continuer à le faire pendant encore douze mois.
Le Conseil de sécurité a souligné l'importance des accords de Dayton (accord-cadre général) et l'importance de la Croatie, de la république fédérale de Yougoslavie (Serbie et Monténégro) et d'autres États dans le processus de paix en Bosnie-Herzégovine. La situation continue de constituer une menace pour la paix et la sécurité et le Conseil est déterminé à promouvoir une résolution pacifique du conflit.
Agissant en vertu du chapitre VII de la Charte des Nations unies, le Conseil a rappelé aux autorités de Bosnie-Herzégovine et d'autres pays leur responsabilité dans la mise en œuvre des accords de Dayton. Il a souligné le rôle du haut représentant international en Bosnie-Herzégovine dans le suivi de sa mise en œuvre. Elle attache également de l'importance à la coopération avec le Tribunal pénal international pour l'ex-Yougoslavie.
Le Conseil de sécurité a félicité les pays participant aux opérations de la SFOR pendant douze mois supplémentaires ; elle serait prolongée au-delà de cette date si la situation du pays le justifie. Il a également autorisé le recours aux mesures nécessaires, notamment le recours à la force et à la légitime défense, pour garantir le respect des accords ainsi que la sécurité et la liberté de mouvement du personnel de la SFOR. Parallèlement, le mandat de la MINUBH, qui comprenait une Force internationale de police, a été prorogé jusqu'au 21 juin 2001. Les pays ont été invités à fournir une formation, des équipements et un soutien aux forces de police locales en Bosnie-Herzégovine.
La Russie s'est abstenue lors du vote sur la résolution 1305, qui a été approuvée par les 14 autres membres du Conseil. Le représentant russe a estimé que les amendements n'étaient pas inclus dans la résolution et s'est opposé à la participation à la Conférence de mise en œuvre de la paix à Bruxelles car la république fédérale de Yougoslavie, l'un des signataires des accords de Dayton, n'avait pas été invitée.

## Voir également
- Guerre de Bosnie-Herzégovine
- Accords de Dayton
- Guerres de Yougoslavie